# 纪国
纪国，是位于商朝东方的诸侯国，国祚由西周延續到春秋时代。国君为姜姓。国都纪，位于山东半岛中北部，渤海莱州湾的西南岸的今寿光市。寿光、莱阳和烟台等地有出土纪国铜器。
纪国位于齐国以东，莱国以南。疆域不亚于齐国或鲁国。西周夷王年间，王烹杀齐哀公昂。传说是纪侯向周天子举报齐哀公“荒淫田游”的缘故。两国结仇。齐国一直伺机吞并纪国，报仇是一个原因，其实灭纪是齐国扩张的必由之路。纪国选择与鲁国结好，借齐鲁两强国的矛盾而自保。鲁国力图保存纪国，抑制齐国的扩张。这种三国关系从公元前8世纪入春秋到公元前690年纪国灭亡，贯穿始终。
鲁隐公时代和鲁桓公初年，鲁国国势极盛。尤其是公元前699年，鲁国纪国郑国联军大败齐国宋国衞國南燕国联军，此战终结了“齐僖小伯（霸）”的局面。纪国得以安定一时。鲁桓公趁势于公元前695年，在鲁桓公齐襄公和纪侯三国君主的盟会上试图使齐国和纪国和睦。然而同年，齐国军队侵犯鲁国边境，边境上打了一仗。说明鲁桓公的调解失败。第二年公元前694年，鲁桓公和郑君子亹被齐襄公杀死。鲁郑两国顿时不及考虑保存纪国。形势急转直下。
公元前693年，齐国军队驱走纪国的郱鄑郚三邑居民，占有三邑土地。公元前691年，纪国分裂。纪侯之弟纪季以纪国的酅地投降齐国，做齐国的附庸。同年魯莊公试图和郑君子婴商量保全纪国，郑君以国内不安定为由谢绝鲁国。公元前690年，齐国军队攻破纪国都城。纪侯将剩下的国土交给纪季，出国逃亡一去不返。独立的纪国就此灭亡。纪季一支继续作为齐国的附庸残存。

## 紀國君主
- 紀伯父丁
- 紀侯虎（卜部的虎）
- 紀侯貉子
- 紀侯
- 紀季

## 紀國大夫
- 紀裂繻（字子帛）